# Domenico Monleone
Domenico Monleone (Genova, 4 gennaio 1875 – Genova, 15 gennaio 1942) è stato un compositore e direttore d'orchestra italiano.
Monleone è ricordato come l'autore dell'opera lirica in un atto Cavalleria rusticana del 1907, che per un breve periodo tenne testa al successo dell'omonima opera di Pietro Mascagni. Le due opere erano basate sulle stesse fonti, entrambe dallo stesso titolo, la novella, 1880, e il dramma teatrale, 1884, dello scrittore catanese Giovanni Verga (1840-1922), la figura più rilevante del Verismo letterario italiano negli ultimi trent'anni dell'Ottocento.
La Cavalleria rusticana di Domenico Monleone, 1907, fu la terza opera lirica ispirata dal Verga, dopo Mala Pasqua!, 1890, di Stanislao Gastaldon, e dopo Cavalleria rusticana, 1890, di Pietro Mascagni. Dagli studi sulla complessa vicenda giudiziaria, ricostruita fra gli altri da Sarah Zappulla Muscarà, da Chiara Di Dino, Gino Raya e Robert Baxter, si scopre che l'opera di Monleone fu interdetta in Italia e in altri Paesi, ma il maestro genovese riutilizzò la musica adattandola ad un altro libretto, La giostra dei falchi, nel 1914.
L'opera "siciliana" di Domenico Monleone è stata recentemente oggetto di un revival, radiotrasmessa in Albania (a Tirana) e rappresentata in Francia (a Montpellier), nel 2001.

## Opere liriche
- Cavalleria rusticana, 2 maggio 1907, Amsterdam
- Una novella del Boccaccio, 26 maggio 1909, Genova
- Alba eroica, 5 maggio 1910, Genova
- Arabesca, 3 novembre 1913, Roma
- La giostra dei falchi, melodramma in 1 prologo e 1 atto - la musica di Cavalleria rusticana (vedi sopra) su un nuovo libretto, 18 febbraio 1914, Teatro Verdi (Firenze)
- Suona la ritirata, 23 maggio 1916, Milano
- Fauvette, 3 febbraio 1926, Genova
- Il mistero, 7 maggio 1921, Teatro La Fenice di Venezia con Aureliano Pertile e Mariano Stabile (cantante), poi, revisionata, nel 1934 a Torino
- Scheuggio Campanna, 1928, Genova
- La ronda di notte del Rembrandt, 1933 Genova
- Notte di nozze, 17 settembre 1940, Bergamo